# Минск (лидер эскадренных миноносцев)
«Минск» — лидер эскадренных миноносцев проекта 38, построенный для Военно-морского флота СССР. Входил в состав Балтийского флота. Лидер участвовал в Советско-финской и Великой Отечественной войнах.

## Строительство
Лидер был заложен 5 октября 1934 года на судостроительном заводе имени А. А. Жданова. Получил заводской номер 471, строился на заводе № 190. Был спущен на воду 6 ноября 1935 года, будучи уже достроенным (в отличие от лидера «Ленинград»). Постройка лидера продвигалась очень медленно; постоянно задерживались контрагентские поставки, многие узлы и агрегаты корабля приходилось неоднократно переделывать. Лишь в мае 1938 года «Минск» смог выйти на заводские испытания. 10 ноября был передан Военно-морскому флоту СССР, а 15 февраля 1939 года на нём был поднят военно-морской флаг.

## Служба

### Предвоенная
Впервые в конце июня 1939 года «Минск» участвовал в большом походе Балтийского флота. 30 августа отправился на учения в Копорский залив, будучи во главе бригады из шести эсминцев. С началом Второй мировой войны экстренно возвратился в Кронштадт, где остался для погрузки боеприпасов, топлива, продовольствия и воды по нормам военного времени. 18 сентября он выводил в Финский залив эсминцы на поиск подводных лодок. 11 октября 1939 года «Минск» во главе отряда советских кораблей первым вошёл в порт Таллина после подписания пакта о взаимопомощи между СССР и Эстонии, которым предусматривалось размещение в последней советских войск.

### Советско-финская война
В преддверии войны с Финляндией 15 ноября 1939 года приказом командующего КБФ «Минск» был экстренно вызван из Таллина в Кронштадт. 5 декабря был включён в отряд особого назначения по занятию островов в Финском заливе.
6—7 декабря 1939 года «Минск» во главе отряда эсминцев («Карл Маркс», «Володарский») обстреливал предполагаемый район расположения финской береговой батареи на острове Кильписари с целью выявления её расположения и уничтожения (лидер выпустил 13 снарядов, эсминцы — 30 снарядов), но операция окончилась неудачей — финны ответного огня не открывали.
Утром 15 декабря лидер в сопровождении эсминца «Стерегущий», двух тральщиков и двух катеров «малый охотник» вторично вышел в море для обстрела береговой батареи на острове Пуккио. В ходе завязавшегося боя на больших дистанциях ни одна из сторон не добилась попаданий. После появления множества льдов на море с 21 декабря 1939 года операции кораблей в Финском заливе были прекращены, после завершения войны «Минск» вернулся в порт Либава.

### Между войнами
В июне–июле 1940 года «Минск», базируясь в Либаве, принимал участие в боевых учениях в районе Рижского залива. 18 июля прибыл в Ригу, что способствовало 21 июля созданию Латвийской ССР. 25 июля лидер вернулся в базу и встал на 35-дневный ремонт. В конце августа отправился на боевые учения, отрабатывая постановку минных заграждений.
В августовском переходе из Кронштадта в Таллин корабль во время 8-9-балльного шторма был повреждён, в результате чего был вынужден вернуться в Ленинград и встать на длительный капитальный ремонт. Зимой были исправлены механизмы, а 17 июня 1941 лидер перешёл на новую базу – в Таллин.

### Великая Отечественная война

#### Боевые действия в Эстонии
22 июня 1941 началась война. «Минск» был включен в отряд кораблей, сформированный для постановки минных заграждений в устье Финского залива, а также был оснащён временными размагничивающими устройствами. С 23 июня несколько раз выходил в море для постановки мин на линии Ханко–Осмуссар. 3 июля ставил мины к западу от острова Найссар.
Около сорока человек из экипажа корабля принимали участие в боях и на суше в составе сводного отряда моряков для обороны главной базы флота.
С 23 по 27 августа лидер был атакован батареями в районе Таллина. Вражеские батареи были подавлены, но один из снарядов повредил орудие главного калибра, попав в корму. В течение нескольких часов повреждения были устранены. Был включён во вторую группу Таллинского перехода (отряд прикрытия).

#### Таллинский переход
28 августа «Минск» вёл контрбатарейную стрельбу с одиночными немецкими батареями. К вечеру началось движение со скоростью 12 узлов. Мимо острова Аэгна был атакован немецкими батареями, а в 19:00 одновременно начались массированный авианалёт и атака торпедных катеров, но и та, и другая атака были отбиты.
В 21.40 «Минск», шедший со скоростью 14 узлов, подорвался на мине. В корпусе образовалась пробоина площадью около 2,5 м², сам корпус был сильно деформирован. Вышли из строя почти все системы. Вода затопила первый и второй кубрик, появился крен на правый борт и дифферент на нос. Экипаж с большим трудом приостановил распространение воды в 1-й и 4-й погреба. С помощью временной антенны удалось передать радиограмму командующему флотом на «Киров» о происшествии.
Попытка вывести лидер при помощи эсминца «Скорый» провалилась: тот затонул. Только к 2 часам ночи 29 августа удалось восстановить двигатель и электрическое освещение, а вскоре прибыл лидер «Ленинград». «Минск» с поврежденным навигационным оборудованием снялся с якоря и встал ему в кильватер. Начались воздушные налеты, которые, к счастью, не нанесли прямого урона лидерам.

#### Кронштадт
К вечеру 29 августа «Минск» стал на якорь на Большом Кронштадтском рейде, а на следующий день его поставили на ремонт, который завершился 23 сентября. Вышедший только что из ремонта лидер отправился на Большой Кронштадтский рейд, но в этот же день был атакован бомбардировщиками. Две бомбы массой по 50 кг нанесли опасный урон кораблю: взорвался котёл, что привело к затоплению отсеков и крену корабля. Осколками было ранено несколько человек экипажа.
По окончании заделки пробоин и откачки воды буксиры отвели поврежденный корабль в Военную гавань Кронштадта, к Южной стенке, однако из-за потери плавучести и остойчивости «Минск» повалился на борт и затонул на глубине 8,5 м и в 5 м от стенки с креном 40°. Только 25 августа 1942 лидер был поднят и за 60 рабочих суток был восстановлен. В строй вернулся 5 ноября 1942.

#### Ленинград
В ночь на 9 ноября «Минск» вместе с эсминцами «Славный» и «Грозящий» вышли из Кронштадта в сопровождении 11 катеров и воздушного прикрытия. Ввиду льдов кораблям пришлось идти без дымового прикрытия. «Минск» был обнаружен противником. Освещенный лучами прожекторов, лидер был обстрелян осветительными и фугасными снарядами. Ночью корабль вошёл в Неву и стал на якорь у Петропавловской крепости. Войдя в Большую Невку, лидер встал у завода «Русский дизель» для устранения дефектов, обнаруженных во время испытаний. 22 июня 1943 года лидер «Минск» вновь стал полноценной боевой единицей эскадры КБФ.
19 июля корабль произвел первую после подъема флага артиллерийскую стрельбу по противнику из вновь установленных орудий Б-13-2С. 30 июля «Минск» занял огневую позицию у Невского лесопарка, откуда обстреливал позиции противника в районе Колпино, поддерживая боевые действия частей Ленинградского фронта. Летом 1944 года экипаж успешно выполнил все задачи по боевой подготовке, однако корабль нуждался в полном ремонте. Лишь 28 августа после окончания восстановительных работ он отошел от стенки завода имени А.А.Жданова и перешел в Кронштадт. В апреле следующего года «Минск» вернулся в Ленинград, где и встретил День Победы.

### После войн
Последовательно лидер прошёл несколько переклассификаций. 12 января 1949 года «Минск» был переклассифицирован в эскадренный миноносец, 31 июля 1951 года превращен в учебное судно и передан Высшему военно-морскому инженерному училищу имени Дзержинского. 8 апреля 1953 года был переформирован (уже в третий раз) в несамоходное учебное судно. 30 декабря 1954 года переименован в «Чорох», а 27 декабря 1956 года в УТС-14.
Вскоре корабль был выведен из состава флота. 3 апреля 1958 года исключен из списков флота и автоматически превращён в плавучую мишень ТСЛ-75. В том же году потоплен ракетами в Финском заливе у острова Малый.

## Герои
В ходе боёв по обороне Таллина отличился торпедный электрик лидера Евгений Никонов. 18 августа 1941 года при проведении разведки будучи тяжело раненым он попал в плен. Его пытали, требуя выдачи сведений о советских войсках, и, не добившись ничего, сожгли заживо.
19 апреля 1943 года командующий КБФ вице-адмирал В. Ф. Трибуц издал приказ:

«Для увековечения памяти Героя-балтийца: 

1. Первому торпедному аппарату ЛД „Минск“ присвоить имя Евгения Никонова. 

2. На первом торпедном аппарате установить мемориальную доску с описанием подвига тов. Никонова. 

3. Внести навечно в списки экипажа корабля торпедного электрика Никонова».

3 сентября 1957 года указом Президиума Верховного Совета СССР Е. А. Никонову было посмертно присвоено звание Героя Советского Союза.

## Командиры
- ? — ? — А. В. Волков
- ? — 1939 — Петров
- 1939 — ? — Лежава
- 1940—1941 — П. Н. Петунин
- 1941—1944 — С. И. Рабинович
- 1944—1945 — Г. Н. Моторев